# خوی (شهرکرد)

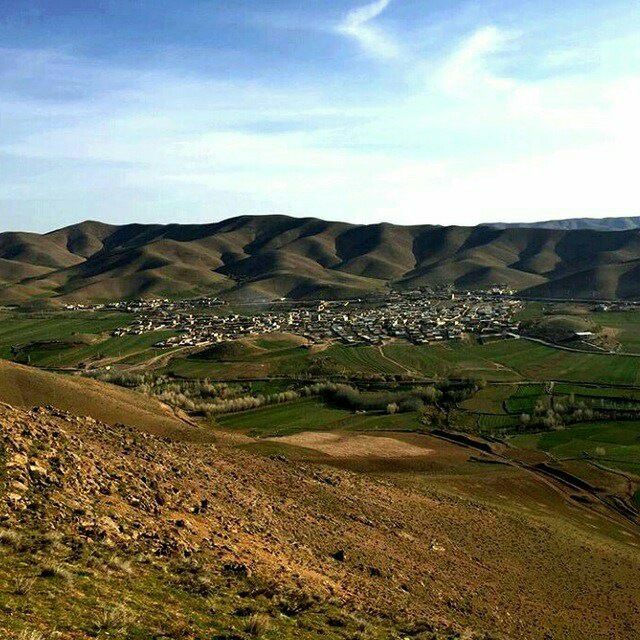
روستای خوی

خوی، روستایی در دهستان لار، شهرستان شهرکرد و استان چهارمحال و بختیاری است. خوی ۲٬۶۹۷ نفر جمعیت دارد.
این روستا در ۱۹ کیلومتری غرب شهرکرد، ۱۲۰کیلومتری اصفهان و در دامنهٔ رشته کوه جهان بین قرار دارد.
تعداد خانوارهای ساکن در خوی ۷۸۳ خانوار می‌باشد.

## معنی نام
در کتابی به نام «ایران باستان» از ویسهوفر محقق و شرق شناس آلمانی آمده شاپور دوم در نامه‌نگاری‌های خود نام شهریار دژگُرد را که دژ مستحکمی در منطقه کوهستانی زاگرس بوده، آورده است.
دژ در پارسی به معنای قلعه و گُرد به معنای پهلوان است که با احتساب تسلط زبان عربی در دوران حکومت اعراب به راحتی می‌توان دریافت که «دژگُرد» با عوض شدن حروف «ژ» و «گ» که در الفبای عربی وجود نداشته، به «دهکُرد» تغییر کرده است؛ در منطقهٔ اصفهان، چهارمحال و بختیاری، لرستان و خوزستان وجود مکان‌های نظامی، کاملاً قابل تشخیص است، همانند:«چَمگُرد» (چَمگُردان امروزی)، «دژگُرد» (شهرکرد امروزی)، «چِلگُرد» (چِلگِرد امروزی) «بروگُرد» (بروجرد امروزی، «دژپل» قدیم (دزفول امروزی) و «دهدژ» قدیم و (دهدز امروزی).
علاوه بر این برخی معتقدند واژه «کرد» به معنی گله داری است چون شغل ساکنان اولیه این منطقه (دوران اتابکان فارس) به علت داشتن مراتع خوب و سرسبز، غالباً گله داری بوده.
البته به گفته برخی از اهالی این شهر، با توجه به اینکه در شهرکرد چه در قدیم و چه در حال کردین (نوعی بالاپوش نمدی که چوپانان لر به تن می‌کنند) تولید می‌شود، ابتدا به این مکان دهکردین و بعدها به خاطر راحتی کار، به آن دهکرد گفته شد.
و اما ریشه نام خوی بسیار ناشناخته است و واژه ای احتمالاً ترکی است.
شاید کلمه «خوی» فرم باستانی کلمه «قویQuy, Qoy ” در ترکی قدیم است که مفهوم “چوخور» (سرزمین پست) را می‌رساند.
علاوه بر این دور از ذهن نیست اگر خوی را معادل قویاق Qoyak، به معنی وادی بزرگ و گود بین دو کوه، گودی طبیعی ایجاد شده بین کوه‌ها و صخره‌ها، گودی طویلی که در دشتها توسط برکه‌های آب ایجاد می‌شود دانست.
قدیمی‌ترین نامی که از خوی در برخی کتابهای قدیمی که تا به حال دیده شده از خوی به‌عنوان «قریه چه» نام برده شده است، قریه چه ای دارای حداکثر ۵۰ نفر جمعیت.

## فرهنگ و گویش
روستای خوی از حیث فرهنگی دارای مردمانی اکثراً با سواد و دارای مدارک دانشگاهی و مردمانی اجتماعی و دارای فرهنگ بالا می‌باشد. مردم خوی با وجود کمبود امکانات آموزشی و فرهنگی؛ اما از نظر کسب فرهنگ و آموزش هیچگاه کوتاهی نکرده و همیشه در حال پیشرفت می‌باشند. آمار بالای دانشجوها و فرهنگیان این روستا خود مهر تأییدی بر این امر می‌باشد.

## شغل و درآمد
امروزه بالای ۵۰ درصد از مردم روستای خوی به شغل نجاری مشغول هستند. آوازهٔ نجاری و چوب بری مردم این روستا به گونه‌ای است که بیش‌ترین و مرغوب‌ترین الوار‌های تولید شده در استان متعلق به کارگاه‌های پیشرفته چوب بری و نجاری در خوی می‌باشد.
شغل سایر مردم خوی بیشتر رانندگی و کشاورزی می‌باشد؛ که در صنعت کشاورزی این روستا در سال‌های اخیر، توانسته پیشرفت‌های خوبی در بارانی کردن مزارع کشاورزی ایجاد کند. و محصولات مرغوبی به بازار عرضه نماید.